# Jacques Mitterrand (général)
Pour les articles homonymes, voir Jacques Mitterrand et Mitterrand (homonymie).
Pour les autres membres de la famille, voir Famille Mitterrand.
Jacques Marie Édouard Jean Mitterrand, né le 21 mai 1918 à Angoulême et mort le 21 octobre 2009 à Paris, est un général d'armée aérienne et administrateur de sociétés français.
Il est le frère cadet de l'ancien président de la République française François Mitterrand (1916-1996).

## Biographie

### Jeunesse et études
Comme ses frères avant lui, il est élève au collège Saint-Paul à Angoulême. Il passe le baccalauréat en 1935.
Il intègre le lycée Saint-Louis à Paris où il prépare les Grandes écoles. Il est parallèlement pensionnaire au lycée Lakanal.
Il fait partie de la promotion Marne et Verdun de l'École spéciale militaire de Saint-Cyr entre 1937 et 1939. Il est en outre breveté d'état-major et ancien auditeur du Centre des hautes études militaires.

### Carrière dans l'Armée de l'air
Il fait ensuite partie de l'armée de Vichy et est notamment en poste à Thiès, au Sénégal, en 1941.
Après le débarquement d'Afrique du Nord en novembre 1942, il prend successivement part aux campagnes de l'Atlantique en Afrique-Occidentale française, d'Italie, de France et d'Allemagne sur B-26 Marauder, puis d'Algérie en 1958 et 1959 et participe, dès l'origine, à la mise sur pied des forces de dissuasion nucléaires françaises. Membre de la délégation française au groupe permanent de l'OTAN à Washington de 1961 à 1964, il est général commandant adjoint des Forces aériennes stratégiques de 1965 à 1967, sous-chef d'état-major de l'Armée de l'air en 1968, puis sous-chef d'état-major des armées de 1968 à 1970. Élevé au rang de général de division aérienne en 1969, il est commandant des Forces aériennes stratégiques de 1970 à 1972 et membre du Conseil supérieur de l'Air de 1970 à 1975, date à laquelle il est admis en congé définitif du personnel navigant. Il finit sa carrière militaire comme général d'armée aérienne et inspecteur général de l'Armée de l'air.

### Administrateur de sociétés
Conseiller auprès de l'administrateur général du Commissariat à l'énergie atomique (CEA), il est président-directeur général de 1975 à 1983 puis président d'honneur d'Aérospatiale, président du conseil de surveillance d'Airbus-Industrie, président de 1981 à 1985, puis président d'honneur du Groupement des industries françaises aéronautiques et spatiales (GIFAS), président d'honneur de l'Association européenne des constructeurs de matériel aérospatial (AECMA) à partir de 1978, administrateur de l'Institut du transport aérien, vice-président de Turboméca en 1983 et enfin président de 1984 à 1993, puis président d'honneur de l'Office général de l'air.
Mort le 21 octobre 2009, il est inhumé le 26 octobre, au cimetière de Jarnac, dans le caveau familial, aux côtés de son frère François.

## Famille
Il est marié à Gisèle Baume (1927-2024), une des héritières de l'entreprise horlogère Baume & Mercier et est père de deux filles, Véronique Vannier-Moreau et l'artiste peintre Edwige Delahaye Mitterrand.
Il est le frère cadet du président de la République François Mitterrand (1916-1996) et du dirigeant de société Robert Mitterrand (1915-2002), l'oncle de l'écrivain et journaliste Frédéric Mitterrand, du galeriste Jean-Gabriel Mitterrand, d'Olivier Mitterrand, dirigeant de société, fils de Robert, du consultant international Jean-Christophe Mitterrand, de l'homme politique Gilbert Mitterrand, de l'écrivaine Mazarine Pingeot, fils et fille de François, et le grand-oncle du député de la Charente Jérôme Lambert.
Il est un descendant du poète Nicolas Bernard de Javerzac (1607-après 1661) et également l'arrière-petit-neveu de Léon Faucher (1803-1854), ministre de l'intérieur du prince-président Louis-Napoléon Bonaparte.
Il est considéré comme « l'homme de droite » et le gardien des traditions familiales.

## Distinctions
Françaises
- Grand-croix de la Légion d'honneur
- Croix de guerre 1939-1945
- Croix de la Valeur militaire
- Médaille de l'Aéronautique

Distinctions étrangères
- Grand cordon de l'ordre civil du sultanat d'Oman
- Grand commandeur de l'ordre de la République, Égypte
- Grand commandeur de l'ordre du Pakistan, Pakistan
- Grand commandeur de l'ordre de la Sécurité nationale, Corée du Sud
- Grand officier de l'ordre de la Couronne, Belgique
- Grand officier de l'ordre du Mérite de la République fédérale d'Allemagne, Allemagne
- Commandeur de l'ordre du Mérite, Côte d'Ivoire
- Commandeur de l'ordre du Koweït, Koweït
- Commandeur de l'ordre du Mérite civil, Syrie
- Commandeur de l'ordre du Mérite centrafricain, République centrafricaine
- Officier de l'ordre national du Mérite, Qatar
- Officier de l'ordre de la Valeur, Cameroun
- Chevalier de l'ordre de la République, Tunisie
- Chevalier de l'ordre de Georges I, royaume de Grèce